# Église Saint-Amant de Saint-Chamant
L'église Saint-Amant est une église catholique située à Saint-Chamant, en France.

## Localisation
L'église est située dans le département français de la Corrèze, sur la commune de Saint-Chamant.

## Historique
Le clocher a été classé au titre des monuments historiques le 24 décembre 1913.
Le reste de l'église a été inscrit au titre des monuments historiques le 12 mars 1969.